# USS Breckinridge (DD-148)
USS Breckinridge (DD–148) là một tàu khu trục thuộc lớp Wickes của Hải quân Hoa Kỳ trong giai đoạn Chiến tranh Thế giới thứ nhất, sau được cải biến thành tàu phụ trợ AG-112 vào cuối Chiến tranh Thế giới thứ hai. Nó là chiếc tàu chiến duy nhất của Hải quân Hoa Kỳ được đặt tên theo Thiếu úy Hải quân Joseph Breckinridge (1872-1898).

## Thiết kế và chế tạo
Breckinridge được đặt lườn vào ngày 11 tháng 3 năm 1918 tại xưởng tàu của hãng William Cramp & Sons ở Philadelphia, Pennsylvania. Nó được hạ thủy vào ngày 17 tháng 8 năm 1918, được đỡ đầu bởi cô Genevieve Dudley Breckinridge, cháu gái Thiếu úy Breckinridge, và được đưa ra hoạt động vào ngày 27 tháng 2 năm 1919 dưới quyền chỉ huy của Hạm trưởng, Trung tá Hải quân Arthur L. Bristol.

## Lịch sử hoạt động
Breckinridge gia nhập Lực lượng Khu trục trực thuộc Hạm đội Đại Tây Dương, hoạt động ngoài khơi vịnh Guantánamo, Cuba. Nó được bố trí dọc theo bờ Đông Hoa Kỳ chủ yếu trong nhiệm vụ phát triển và thử nghiệm các thiết bị sonar cho đến khi được cho xuất biên chế vào ngày 30 tháng 6 năm 1922 và đưa về lực lượng dự bị tại Philadelphia.
Breckinridge được cho nhập biên chế trở lại vào tháng 5 năm 1930, và phục vụ cùng Lực lượng Tuần tiễu trực thuộc Hạm đội Hoa Kỳ dọc theo bờ Đông cho đến cuối năm 1932. Nó lên đường đi sang khu vực Thái Bình Dương, nơi nó phục vụ cùng Lực lượng Tuần tiễu tại khu vực từ Alaska đến Trân Châu Cảng. Đến tháng 5 năm 1936, nó được điều động sang Hải đội Huấn luyện 10 và hoạt động dọc theo bờ Đông và vùng biển Cuba cho đến tháng 9 năm 1936 khi nó lại được cho xuất biên chế và đưa về lực lượng dự bị.
Breckinridge được cho nhập biên chế trở lại vào tháng 5 năm 1930, và phục vụ cùng Lực lượng Tuần tiễu trực thuộc Hạm đội Hoa Kỳ dọc theo bờ Đông cho đến cuối năm 1932. Nó lên đường đi sang khu vực Thái Bình Dương, nơi nó phục vụ cùng Lực lượng Tuần tiễu tại khu vực từ Alaska đến Trân Châu Cảng. Đến tháng 5 năm 1936, nó được điều động sang Hải đội Huấn luyện 10 và hoạt động dọc theo bờ Đông và vùng biển Cuba cho đến tháng 9 năm 1936 khi nó lại được cho xuất biên chế và đưa về lực lượng dự bị.
Sau ba năm bị bỏ không tại Philadelphia, Breckinridge được cho nhập biên chế trở lại vào tháng 9 năm 1939 và phục vụ cùng Đội 66 thuộc Hải đội Đại Tây Dương trong nhiệm vụ Tuần tra Trung lập. Đến tháng 12 năm 1940, nó được điều sang Trạm Tuần tra Nội địa tại Vùng kênh đào Panama, và sang tháng 5 năm 1941 nó đặt căn cứ tại Key West, Florida, làm nhiệm vụ tuần tra, tiến hành các thử nghiệm dưới nước và thực tập.
Breckinridge hoạt động trực thuộc Tư lệnh Duyên hải Tiền phương Caribe trong nhiệm vụ tuần tra và hộ tống cho đến tháng 12 năm 1943, khi nó được điều về Hạm đội Đại Tây Dương. Nó gia nhập Đội đặc nhiệm 21.13, một đội tìm diệt, vào ngày 14 tháng 1 năm 1944 cho các hoạt động càn quét chống tàu ngần giữa Đại Tây Dương. Quay trở về Norfolk vào ngày 27 tháng 2 sau một đợt hoạt động an bình, Đội đặc nhiệm 21.13 được giải tán và chiếc tàu khu trục đi đến Boston, Massachusetts để đại tu. Vào ngày 22 tháng 3, nó quay trở lại Norfolk gia nhập Lực lượng Đặc nhiệm 6 để hộ tống một đoàn tàu vận tải vượt Đại Tây Dương. Khởi hành vào ngày 24 tháng 3, đoàn tàu đi đến Địa Trung Hải mà không bị ngăn trở. Tuy nhiên, trong đêm 11 tháng 4/11/12 tháng 4, nhiều máy bay Đức đã tấn công đoàn tàu, gây hư hại cho tàu khu trục hộ tống Holder.
Breckinridge quay trở về Boston vào ngày 11 tháng 5 năm 1944. Đến ngày 27 tháng 5, nó trình diện để phục vụ cùng Tư lệnh Duyên hải Tiền phương Caribe, và hoạt động tại vùng phụ cận vịnh Guantánamo, Cuba cho đến ngày 7 tháng 2 năm 1945, khi nó quay trở lại hoạt động cùng Hạm đội Đại Tây Dương. Sau khi trải qua đợt đại tu tại Xưởng hải quân Boston từ ngày 10 tháng 2 đến ngày 31 tháng 3, nó tiến hành các hoạt động tại New London, Connecticut như là soái hạm của Đội khu trục 54.
Vào ngày 30 tháng 6 năm 1945, Breckinridge được xếp lại lớp như một tàu phụ trợ với ký hiệu lườn AG-112. Sau một thời gian cải biến tại chi nhánh của Xưởng hải quân New York ở Bayonne, New Jersey, nó lên đường đi sang Thái Bình Dương, đi đến San Diego, California vào ngày 21 tháng 8. Nó trình diện để hoạt động cùng Tư lệnh Đội tàu sân bay 12 vào ngày 24 tháng 8, làm nhiệm vụ canh phòng máy bay và hộ tống. Nó phục vụ trong vai trò này cho đến khi được cho ngừng hoạt động vào ngày 30 tháng 11 năm 1945, và bị bán để tháo dỡ vào ngày 31 tháng 10 năm 1946.

## Phần thưởng
Breckinridge được tặng thưởng một Ngôi sao Chiến trận do thành tích phục vụ trong Thế Chiến II.